# Test Drive (jogo eletrônico)
Test Drive é um jogo eletrônico de corrida multi-plataforma lançado em 1987. É o primeiro jogo da série Test Drive.

## Carros
- Porsche 911 Turbo
- Lamborghini Countach
- Lotus Esprit
- Chevrolet Corvette
- Ferrari Testarossa